# Kałabaryszki
Kałabaryszki (lit. Kalabariškės) − wieś na Litwie, w okręgu wileńskim, w rejonie wileńskim, w gminie Kowalczuki. W 2011 roku liczyła 117 mieszkańców.

## Historia
W XVIII wieku wieś była ośrodkiem niewielkiego starostwa niegrodowego (królewszczyzny). Do 1767 roku w posiadaniu Jana Downarowicza, od 1767 do 1783 roku − Stefana i Krystyny z Jankowskich Plewaków, a od 1783 do 1795 roku − Kazimierza Plewaki, syna tegoż Stefana
W XIX i w początkach XX w. położone były w Rosji, w guberni wileńskiej, w powiecie wileńskim, w gminie Szumsk. Po I wojnie światowej pod administracją polską, w Zarządzie Cywilnym Ziem Wschodnich. W latach 1920–1922 w składzie Litwy Środkowej.
Od 11 kwietnia 1922 leżały w Polsce, w województwie wileńskim, w powiecie wileńsko-trockim, w gminie Szumsk.
Po II wojnie światowej w granicach Związku Sowieckiego. Od 1991 na niepodległej Litwie.